# Andrey Kurkov

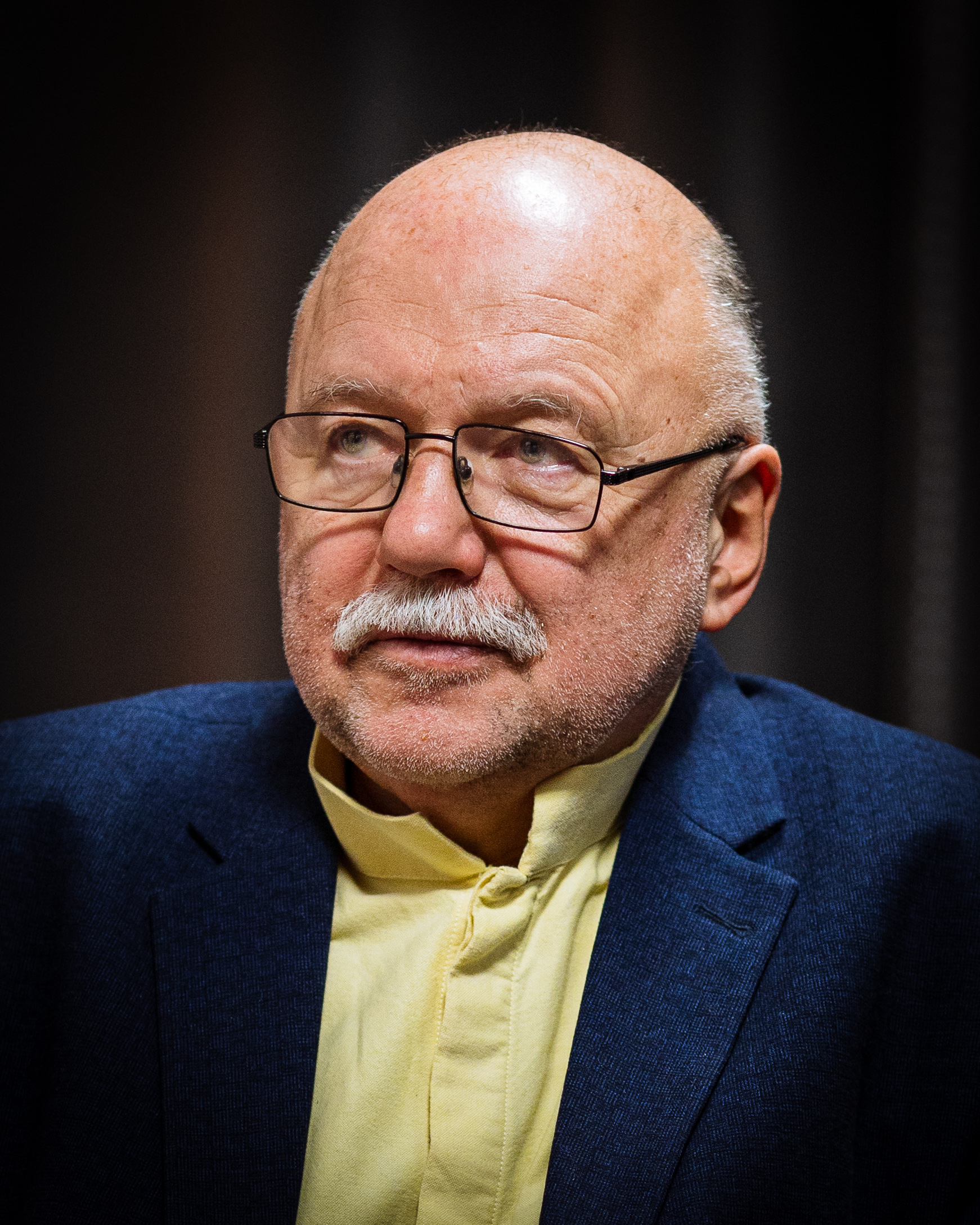
Andrei Kurkow em Breslávia (Polónia), novembro de 2024

Andrey Yuryevich Kurkov (em ucraniano:  Андрій Юрійович Курков; em russo:  Андре́й Ю́рьевич Курко́в; nascido em 23 de abril de 1961 em Leningrado, URSS) é um romancista ucraniano e um pensador independente que escreve em russo. Ele é o autor de 19 romances, incluindo o best-seller A Morte e o Pinguim, 9 livros infantis e cerca de 20 roteiros de documentários, ficção e filmes para TV. O seu trabalho está atualmente traduzido para 37 idiomas, incluindo inglês, espanhol, japonês, francês, alemão, italiano, chinês, sueco, persa e hebraico, e publicado em 65 países.

## Vida e obra
O pai de Kurkov era piloto de testes e a sua mãe médica. Quando ele tinha apenas 2 anos, sua família se mudou para Kiev em conexão com o trabalho de seu pai. Ele começou a escrever aos sete anos.
Tendo-se formado no Instituto de Línguas Estrangeiras de Kiev e como tradutor de japonês treinado, Kurkov foi designado para o serviço militar como assistente da KGB. No entanto, ele conseguiu mudar os seus papéis para prestar serviços na Polícia Militar. Isso ofereceu a ele um maior grau de liberdade durante e após o seu período de serviço. Ele foi designado como guarda prisional em Odessa. Foi durante esse período que Kurkov escreveu todas as suas histórias infantis.
O primeiro romance de Kurkov foi publicado duas semanas antes da queda da União Soviética e, na turbulência social e política que se seguiu, ele deu os primeiros passos para a auto-publicação e distribuição. Pedindo dinheiro emprestado a amigos para financiar o seu trabalho, ele conseguiu publicar de forma independente. Enquanto organizava a distribuição pela Ucrânia , ele também vendia cópias em barracas em ruas movimentadas.
Como muitos escritores de sucesso, Kurkov teve dificuldade em obter o seu primeiro contrato de publicação. Ele teria recebido 500 rejeições antes de ser aceite, tempo em que escreveu quase oito romances completos. 
Seu romance The Bickford Fuse (publicado em 2009 em russo e na tradução para o inglês de Boris Dralyuk em 2016 pela MacLehose Press) foi caracterizado por Sam Leith no The Financial Times como "uma espécie de cruzamento entre The Pilgrim's Progress, Catch-22, Heart of Darkness e The Road, de Cormac McCarthy, com um leve sombreamento, aqui e ali, de Samuel Beckett: uma sátira absurdista insistentemente onírica moldada pela vastidão da massa terrestre da Rússia e pela insanidade de sua ideologia da era soviética", e revisado pelo The Guardian como uma "obra que desafia o gênero, fundindo aventura picaresca com parábola pós-apocalíptica", enquanto o próprio Kurkov o chamou de "a mais querida e importante de todas as minhas obras". Ele foi descrito por Ian Sansom como "um escritor sério, nunca mais sério do que quando está sendo engraçado sobre coisas sem graça, e com uma vida inteira de coisas sem graça para levar a sério".
Foi feito Cavaleiro da Legião de Honra em 2014. Em 2018 foi eleito Presidente do PEN Ucrânia.
O romance Grey Bees de Kurkov, que tem "elementos tanto da fábula quanto do épico", dramatiza o conflito em seu país por meio das aventuras de um apicultor. O romance foi traduzido para o francês por Paul Lequesne como Les abeilles grises, que ganhou o Prix Médicis étranger de 2022, e para o inglês por Boris Dralyuk, ganhando o prêmio inaugural Gregg Barrios Book in Translation Prize do National Book Critics Circle.
Ganhou o Prêmio Scholl Brother and Sister, da Alemanha, por Journal of an Invasion (2022).
Em 2024, Kurkov lançou The Silver Bone, o primeiro de uma nova série de romances policiais intitulada "Os Mistérios de Kiev". O segundo livro, The Stolen Heart, será publicado em 2025. Ele está escrevendo o terceiro livro, The Public Sauna Case.

Kurkov mora em Kiev com sua esposa inglesa, Elizabeth, e seus três filhos. Após a invasão russa da Ucrânia em 2022, ele se tornou um deslocado interno e continuou a escrever e transmitir sobre a guerra. Um falante nativo de russo bilíngue, em uma entrevista de 2022, Kurkov especulou que a guerra da Rússia contra a Ucrânia, em vez de suprimir a cultura e a identidade ucranianas, teria potencialmente o efeito oposto, encorajando escritores ucranianos, especialmente aqueles cuja língua nativa é o russo, a publicar cada vez mais, ou mesmo exclusivamente, em ucraniano.